# Jekatierina Diomina
Jekatierina Iłłarionowna Diomina z domu Michajłowa; ros. Екатерина Илларионовна Дёмина (ur. 22 grudnia 1925 w Leningradzie, zm. 24 czerwca 2019 w Moskwie) – radziecka żołnierka, instruktorka sanitarna, Bohater Związku Radzieckiego.

## Życiorys
Jej ojciec był wojskowym, matka – lekarką. Wychowywała się w domu dziecka, gdyż wcześnie straciła oboje rodziców. Ukończyła dziewięć klas szkoły podstawowej oraz szkołę pielęgniarską towarzystwa Czerwonego Krzyża. W 1941 wstąpiła do Armii Czerwonej, fałszując wiek – podała, że ma ukończone siedemnaście lat.
Została ciężko ranna w nogę w walkach pod Gżackiem 13 września 1941. Po pobycie w szpitalach na Uralu i w Baku w styczniu 1942 rozpoczęła służbę na okręcie wojenno-sanitarnym „Krasnaja Moskwa”, którego zadaniem było przewożenie rannych ze Stalingradu do Krasnowodska. Awansowała do stopnia głównego starszyny i została odznaczona odznaką Przodownika Floty Wojennej. Po zakończeniu bitwy stalingradzkiej ochotniczo wstąpiła jako instruktor sanitarny do sformowanego w Baku 369 wydzielonego batalionu piechoty morskiej, działającego w ramach Flotylli Azowskiej, a następnie Flotylli Dunajskiej. Przeszła szlak bojowy Flotylii przez Rumunię, Bułgarię, Węgry, Jugosławię, Czechosłowację i Austrię. Trzykrotnie była ranna, ostatni raz, ciężko, 4 grudnia 1944, podczas walk o Prahovo i twierdzę w Iloku. Po powrocie na front brała udział w desancie na Most Rzeszy w Wiedniu w ramach operacji wiedeńskiej. We wrześniu 1944 i w marcu 1945 była odznaczana orderem Czerwonego Sztandaru. Dwukrotnie, w sierpniu i w grudniu 1944, przedstawiano jej kandydaturę do nadania tytułu Bohatera Związku Radzieckiego, jednak ostatecznie otrzymała go dopiero w 1990.
Zdemobilizowana w październiku 1945, podjęła studia w Leningradzkim Instytucie Sanitarno-Higienicznym im. Miecznikowa, po czym pracowała w Elektrostali jako kierownik laboratorium specjalnego w placówce medycznej nr 21 przy zakładach wytwarzających urządzenia przemysłowe dla radzieckiego przemysłu atomowego. Wyszła za mąż, przyjmując nazwisko męża – Diomina. Od 1976 do odejścia na emeryturę w 1986 pracowała w Moskwie w laboratorium diagnostycznym.

## Upamiętnienie
W 1964 Wiktor Lisakowicz nakręcił o niej film dokumentalny Katiusza, zaś w 2008 powstał kolejny film dokumentalny Katiusza bolszaja i malien'kaja, przedstawiający okoliczności nakręcenia pierwszego obrazu.

## Odznaczenia
- Bohater Związku Radzieckiego (1990)
- Order Lenina (1990)
- Order Czerwonego Sztandaru (dwukrotnie, 27 września 1944 i 8 marca 1945)
- Order Wojny Ojczyźnianej I stopnia (1985)
- Medal „Za Odwagę” (31 października 1943)
- Medal Florence Nightingale (1979)[2]